# Campeonato Sul-Americano de Voleibol Feminino de 1956
O 2º Campeonato Sul-Americano de Voleibol Feminino foi realizado no ano de 1956 em Montevidéu, Uruguai.

## Tabela Final
| Posição | Equipe   |
| ------- | -------- |
|         | Brasil   |
|         | Uruguai  |
|         | Peru     |
| 4       | Paraguai |

## Premiação
| Campeonato Sul-Americano de Voleibol Feminino de 1956 |
| border.                                               |
| ----------------------------------------------------- |
| Brasil (2º título)                                    |